# Uriménil
Uriménil ist eine französische Gemeinde mit 1326 Einwohnern (Stand 1. Januar 2022) im Département Vosges in der Region Grand Est. Sie gehört zum Arrondissement Épinal und zum Gemeindeverband Épinal.

## Geografie

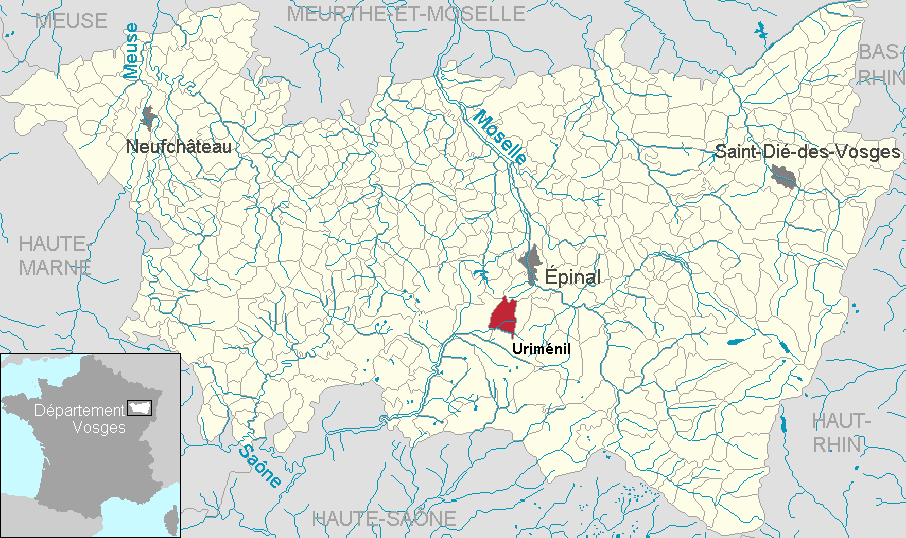
Lage von Uriménil im Département Vosges

Die Gemeinde Uriménil liegt etwa zehn Kilometer südlich von Épinal, nahe der Quelle des Côney. Unmittelbar nördlich und östlich der Gemeinde verläuft die Europäische Hauptwasserscheide. Zu Uriménil gehören die Ortsteile Chapuy-Chantré, Puits-des-Fées und Safframénil. Nachbargemeinden von Uriménil sind Renauvoid und Épinal im Norden, Dounoux im Osten, Hadol im Süden sowie Uzemain im Westen.

## Geschichte
Uriménil wurde 1295 erstmals als Heurimesnil in einer Urkunde erwähnt. 1801 gab es noch die Schreibweise Vrimenil.

### Bevölkerungsentwicklung
| Jahr      | 1962 | 1968 | 1975 | 1982 | 1990 | 1999 | 2006 | 2012 | 2022 |
| --------- | ---- | ---- | ---- | ---- | ---- | ---- | ---- | ---- | ---- |
| Einwohner | 1029 | 1090 | 1320 | 1538 | 1502 | 1397 | 1359 | 1359 | 1326 |

Im Jahr 1861 wurde mit 1602 Bewohnern die bisher höchste Einwohnerzahl ermittelt. Die Zahlen basieren auf den Daten von cassini.ehess und INSEE.

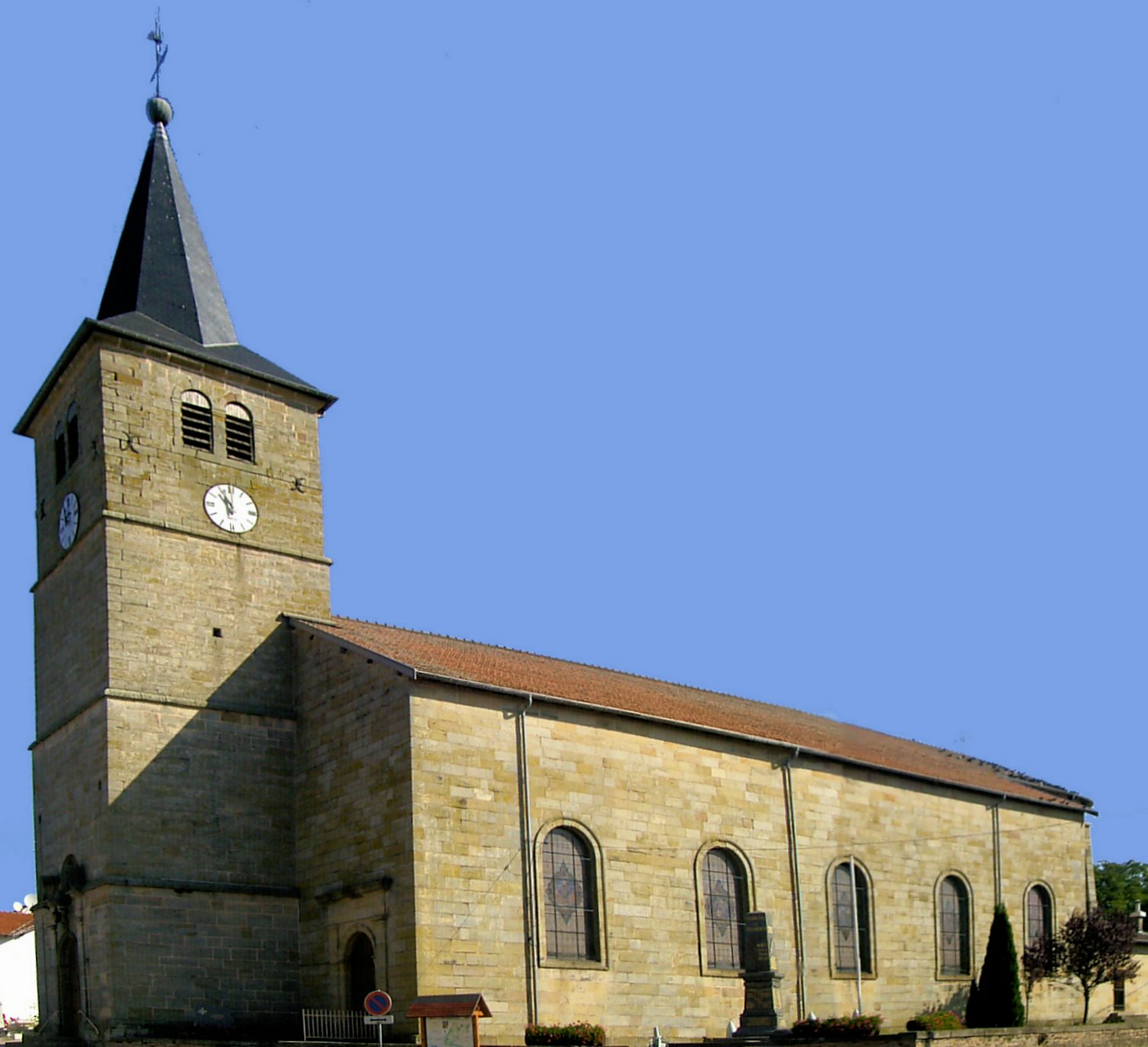
Kirche St. Aper in Uriménil

## Wirtschaft und Infrastruktur
In Uriménil arbeitet mit BIHR S.A. ein weltweit agierender Verpackungsmittelhersteller, der bereits 1898 gegründet wurde. In der Gemeinde sind zwölf Landwirtschaftsbetriebe ansässig (Getreide- und Beerenanbau, Milchwirtschaft, Rinderzucht).
Die durch die Ortschaft führende Fernstraße D 44 verbindet Uriménil mit den Nachbargemeinden Uzemain und Dounoux. Die Départementshauptstadt Épinal ist zehn Kilometer von Uriménil entfernt. Der nächste Bahnhof befindet sich in Dounoux an der Bahnlinie Nancy–Belfort.

## Belege
1. ↑  Ortsname auf cassini.ehess.fr
2. ↑  Uriménil auf annuaire-mairie
3. ↑  Uriménil auf INSEE
4. ↑  Landwirtschaftsbetriebe auf annuaire-mairie.fr (französisch)